# Aphoebantus borealis
Aphoebantus borealis är en tvåvingeart som beskrevs av Cole och Jon C. Lovett 1921. Aphoebantus borealis ingår i släktet Aphoebantus och familjen svävflugor. Inga underarter finns listade i Catalogue of Life.